# Бубакар Діарра (футболіст, 1994)
Бубакар Діарра (фр. Boubacar Diarra, нар. 18 квітня 1994, Бамако) — малійський футболіст, захисник клубу НЕРОКА. Виступав, зокрема, за клуб «ТП Мазембе», а також національну збірну Малі.

## Клубна кар'єра
Футбольну кар'єру розпочав у малійських клубах «АС Ревенант» та «Корофіна». Своєю грою за цю команду привернув увагу представників тренерського штабу клубу «ТП Мазембе», до складу якого приєднався 2013 року. Відіграв за команду з Лубумбаші наступні три сезони своєї кар'єри, за цей період часу чемпіонат ДР Конго 2013та 2013/14, а також Лігу чемпіонів КАФ 2015. У 2016 році перейшов до представника Туніської ліги 1 «Клуб Африкен», у футболці якого в чемпіонаті країни дебютував 17 лютого 2016 року в програному поєдику проти «Стад Тунізьєн». У туніському чемпіонаті зіграв13 матчів і через півроку знову змінив клуб, підсиливши «Ваді Дегла» з Прем'єр-ліги Єгипту. 19 січня 2017 року перейшов з «Ваді Дегли» до «Льєрса».
Дебютував у футболці «Льєрса» 27 січня в поєдинку чемпіонату проти «Ауд-Геверле Левен». У жовті 2018 року приєднався до представника суданської Прем'єр-ліги «Аль-Хіляль» (Омдурман). 26 червня 2019 року перебрався до «Наджрану», щоб допомогти клубу вдало виступити в Першому дивізіоні Саудівської Аравії 2019.
До складу клубу НЕРОКА приєднався у вересні 2019 року, розірвавши контракт з «Наджраном». Станом на 27 грудня 2019 року відіграв за клуб з Імпхала 4 матчі в національному чемпіонаті.

## Виступи за збірні
Діарра захищав кольори молодіжної та олімпійських збірних Малі. Разом зі збірною Малі U-20 виграв молодіжний чемпіонат світу 2013 року в Туреччині. На молодіжному рівні зіграв у 3 офіційних матчах (проти Парагваю, Греції та Мексики). Викликався також і для участі в молодіжному Кубку африканських націй 2013 року в Алжирі.
29 червня 2014 року дебютував у складі національної збірної Малі в переможному (3:1) товариському матчі проти Китаю на стадіоні «Шеньчжень».
Учасник кубку африканських націй U-23 2015 року в Сенегалі. Цей турнір був кваліфікацією до Олімпійських ігор у Ріо-де-Жанейро.

## Статистика виступів

### Клубна
Станом на 4 вересня 2019.
| Клуб              | Сезон             | Чемпіонат         | Чемпіонат | Чемпіонат | Кубок | Кубок | Кубок ліги | Кубок ліги | Конт. кубок | Конт. кубок | Інші  | Інші | Загалом | Загалом |
| Клуб              | Сезон             | Дивізіон          | Матчі     | Голи      | Матчі | Голи  | Матчі      | Голи       | Матчі       | Голи        | Матчі | Голи | Матчі   | Голи    |
| ----------------- | ----------------- | ----------------- | --------- | --------- | ----- | ----- | ---------- | ---------- | ----------- | ----------- | ----- | ---- | ------- | ------- |
| «Льєрс»           | 2016–17           | Перший дивізіон Б | 5         | 0         | —     | —     | —          | —          | —           | —           | 8     | 0    | 13      | 0       |
| «Льєрс»           | 2017–18           | Перший дивізіон Б | 11        | 0         | 0     | 0     | —          | —          | —           | —           | 2     | 0    | 13      | 0       |
| «Льєрс»           | Загалом           | Загалом           | 16        | 0         | 0     | 0     | —          | —          | —           | —           | 10    | 0    | 26      | 0       |
| НЕРОКА            | 2019–20           | І-Ліга            | 0         | 0         | 0     | 0     | 0          | 0          | —           | —           | 0     | 0    | 0       | 0       |
| Усього за кар'єру | Усього за кар'єру | Усього за кар'єру | 16        | 0         | 0     | 0     | 0          | 0          | —           | —           | 10    | 0    | 26      | 0       |

1. 1 2  Матч(і) в плей-оф за право виходу в Лігу Жупіле

### У збірній
Станом на 27 жовтня 2018
| Національна збірна | Рік     | Матчі | Голи |
| ------------------ | ------- | ----- | ---- |
| Малі               |         |       |      |
| 2014               | 1       | 0     |      |
| Загалом            | Загалом | 1     | 0    |

## Досягнення

### Клубні
«ТП Мазембе»
- Чемпіонат ДР Конго
  -  Чемпіон (2): 2013, 2014

- Суперкубок ДР Конго
  -  Володар (2): 2013, 2014

- Ліга чемпіонів КАФ
  -  Чемпіон (1): 2015